# Vin Lananna
Vin Lananna (Greenvale, New York, 1953. június 17. –) amerikai terepfutó és atlétikaedző. A 2011-es atlétikai világbajnokságon és a 2016. évi nyári olimpiai játékokon a nemzeti válogatott edzője volt.
2012-től a U.S. Track & Field and Cross Country Coaches Association dicsőségcsarnokának tagja.

## Sportolóként
1971 és 1975 között terepfutás számban versenyzett, 1974-ben a LIU Sharks csapatkapitánya volt. A csapat az NCAA II-es divízióbeli bajnokságának negyedik helyén végzett.

## Pályafutása

### LIU Sharks
1975-től 1980-ig alma matere, a Long Island-i Egyetem C. W. Post campusa atlétikaedzője volt. 2007-től az egyetemi dicsőségcsarnok tagja.

### Dartmouth Big Green
1980 és 1992 között a Dartmouth Big Green futóedzője és helyettes atlétikai igazgatója volt. Csapatai minden évben kijutottak az NCAA bajnokságára; 1986-ban és 1987-ben másodikak lettek.

### Stanford Cardinal
1992 és 2003 között az NCAA egyik legjobb csapatáért volt felelős; ötször nyerték meg az I-es divízió bajnokságát, emellett harmincötször voltak a legjobb tíz között és huszonkét bajnoki címet nyertek.

### Nike Farm Team
1994-ben a Stanford Egyetemen a Nike támogatásával indult futóedzői program igazgatója volt.

### Oberlin Yeomen és Yeowomen
2003 és 2005 között az Oberlini Főiskola sportegyesületének atlétikai igazgatójaként megújította az intézmény testnevelési gyakorlatát. A forrásbevonásra tett kísérletei hatására bővült a személyzet és új sportlétesítményeket adtak át.

### Oregon Ducks
2005 júliusában az Oregon Ducks helyettes atlétikai igazgatójává nevezték ki. Eugene városa elnyerte a 2008-as olimpiai selejtező rendezésének jogát, amihez 2006 júliusában megkezdődött a Hayward Sportpálya felújítása. Lananna volt az Oregon Track Club Elite futóklub vezetője.

### TrackTown USA
Egy időben a 2014-es junior világbajnokság, a 2015-ös szabadtéri bajnokság, a 2016-os fedett pályás világbajnokság és a 2016-os olimpiai selejtező megrendezéséért felelős nonprofit TrackTown cég igazgatója volt.

### Team USA
Az 1990-es és 1996-os terepfutó-világbajnokság, valamint az 1990-es olimpiai fesztivál idején a nemzeti válogatott edzője volt. Az 1999-es fedett pályás IAF-világbajnokság idején helyettes edző volt.
A 2004-es olimpiai csapatot, valamint a 2011-es IAF-világbajnokság és a 2016-os olimpia férfiatlétika-versenyzőit is ő készítette fel.
2017-ben az USA Track and Field igazgatója lett.

### Virginia Cavaliers
2019 szeptemberében a Virginiai Egyetem helyettes atlétikai igazgatója és a terepfutókért felelős igazgatója lett.

## Fordítás
- Ez a szócikk részben vagy egészben  a   Vin Lananna című angol Wikipédia-szócikk ezen változatának fordításán alapul.  Az eredeti cikk szerkesztőit annak laptörténete sorolja fel. Ez a jelzés csupán a megfogalmazás eredetét és a szerzői jogokat jelzi, nem szolgál a cikkben szereplő információk forrásmegjelöléseként.